# Zhangixalus arvalis
Zhangixalus arvalis (Syn.: Rhacophorus arvalis) ist eine endemisch auf Taiwan vorkommende Froschlurchart aus der Familie der Ruderfrösche (Rhacophoridae). Im Englischen wird er als Farmland Green Tree Frog bezeichnet.

## Merkmale
Zhangixalus arvalis ist klein bis mittelgroß, die Kopf-Rumpf-Länge ausgewachsener Individuen beträgt 39 bis 46 mm bei den Männchen und 60 bis 64 mm bei den Weibchen. Die Farbe der Oberseite variiert bei beiden Geschlechtern von dunkelgrün bis hin zu fast gelb. Das sichtbare Trommelfell ist mit einer Hautfalte bedeckt. Die Oberlippe ist weiß und die weiße Färbung setzt sich als Streifen entlang der Flanken fort. Die Unterseite ist gräulich-weiß. Die Iris ist gelb mit horizontalen schwarzen Pupillen. Finger und Zehen sind mit Saugnäpfen und Schwimmhäuten versehen, letztere sind an den Zehen ausgeprägter als an den Fingern.

## Verbreitung und Lebensraum
Zhangixalus arvalis kommt in den Gebieten Chiayi, Yunlin und Tainan im Südwesten der Insel Taiwan vor. Er lebt in Höhen unter 1000 m in Bambuswäldern, Obstgärten, Zuckerrohr- und anderen landwirtschaftlich genutzten Feldern sowie in Sträuchern. Er ist außer zur Paarungszeit selten am Boden zu finden.
Der Frosch heißt auf Taiwanisch hō͘-kuài („Regengespenst“) oder chheⁿ-io-á („Grünrücken“) und im Chinesischen Zhuluo Shuwa (諸羅樹蛙, „Zhuluo-Baumfrosch“, Zhuluo ist der alte Name von Chiayi).

## Lebensweise
Zhangixalus arvalis ist nachtaktiv und ernährt sich von Insekten, vor allem Fliegen.
Der Ruf des Frosches besteht aus einem einfachen hohen Ton, der als ein „Di“ beschrieben wird. Zur Regenzeit (März bis August) versammeln sich die Männchen in Gruppen und rufen im Chor. Das Weibchen wählt einen Partner aus und trägt ihn auf dem Rücken an eine bewaldete morastige Stelle oder Pfütze, wo sie ein Loch gräbt und 100 bis 300 Eier in ein Schaumnest legt, das sie nach der Befruchtung durch das Männchen mit Blättern oder anderem pflanzlichen Material bedeckt. Bis zur vollendeten Metamorphose der Kaulquappen dauert es etwa 40 Tage.
Natürliche Feinde des Zhangixalus arvalis sind Schlangen, etwa die Schönnatter (Elaphe taenirus), und Vögel.

## Bedrohung
Zhangixalus arvalis wird von der Weltnaturschutzorganisation IUCN als „Endangered = gefährdet“ geführt. Der Grund hierfür ist, dass sein Lebensraum durch Straßenbau und Verstädterung schrumpft und durch moderne Landwirtschaft verschmutzt wird. Maßnahmen zu seinem Schutz umfassen die Beibehaltung und Förderung traditioneller Landwirtschaft, in deren Umfeld er gut gedeiht, in seinem Verbreitungsgebiet.